# Eyes of Laura Mars
Eyes of Laura Mars is een Amerikaanse neo noir bovennatuurlijke horrorfilm uit 1978 onder regie van Irvin Kershner, met in de hoofdrollen Faye Dunaway, Tommy Lee Jones, Brad Dourif, René Auberjonois en Raúl Juliá.

## Verhaal
Laura Mars is een modefotografe uit New York die plotseling het helderziende vermogen ontwikkelt om verontrustende moorden te zien vanuit het perspectief van de seriemoordenaar. De slachtoffers zijn bovendien allemaal modellen of vrienden van haar. Aanvankelijk wordt ze niet geloofd door de politie, behalve door rechercheur John Neville. Het komt tot een liefdesaffaire tussen de twee en samen proberen ze om de moordenaar te identificeren. De verdachten zijn onder andere Laura's assistent, die al gevangen heeft gezeten, en haar ex-man. Uiteindelijk blijkt Neville zelf de moordenaar te zijn.

## Rolverdeling
| Acteur           | Personage       |
| ---------------- | --------------- |
| Faye Dunaway     | Laura Mars      |
| Tommy Lee Jones  | John Neville    |
| Brad Dourif      | Tommy Ludlow    |
| René Auberjonois | Donald Phelps   |
| Raúl Juliá       | Michael Reisler |
| Frank Adonis     | Sal Volpe       |
| Lisa Taylor      | Michelle        |
| Darlanne Fluegel | Lulu            |
| Rose Gregorio    | Elaine Cassel   |
| Bill Boggs       | zichzelf        |
| Steve Marachuk   | Robert          |
| Meg Mundy        | Doris Spenser   |
| Marilyn Meyers   | Sheila Weissman |

## Release en ontvangst
Eyes of Laura Mars werd uitgebracht door Columbia Pictures in augustus 1978 en was een succes aan de kassa met een opbrengst van 20 miljoen dollar alleen al in de Verenigde Staten.
De film behaalde een score van 62% (39 beoordelingen) op Rotten Tomatoes. Op Metacritic kreeg de film een score van 49 op 100 (11 beoordelingen), wat duidt op "gemengde of middelmatige recensies".